# Święto Trybuny Robotniczej

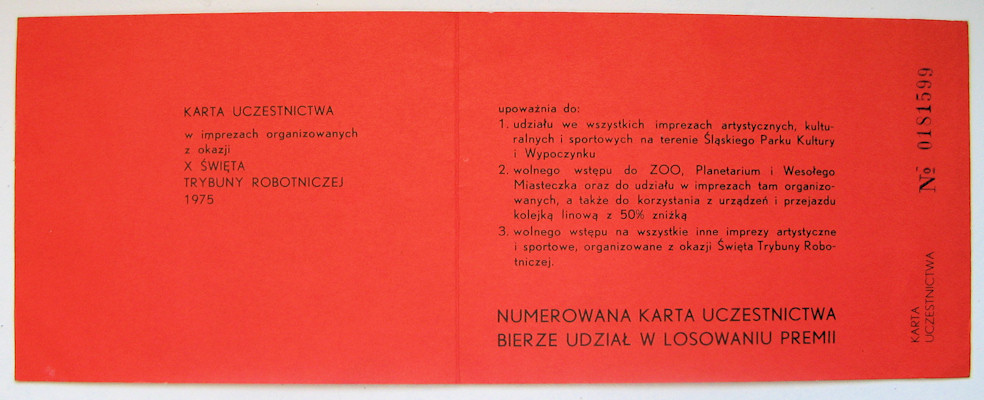
Karta uczestnictwa upoważniała do udziału we wszystkich imprezach artystycznych, kulturalnych i sportowych na terenie Śląskiego Parku Kultury i Wypoczynku, wolnego wstępu do ZOO, Planetarium i Wesołego Miasteczka oraz w imprezach tam organizowanych, a także do korzystania z przejazdu kolejką linową „Elką” z 50% zniżką oraz wolnego wstępu na imprezy organizowane z okazji Święta Trybuny Robotniczej

Święto Trybuny Robotniczej – propagandowa impreza rozrywkowa w PRL-u. Święto „Trybuny Robotniczej” organizował partyjny (PZPR) dziennik „Trybuna Robotnicza” z Katowic. 
Była to impreza plenerowa, festyn rodzinny organizowany na terenie Wojewódzkiego Parku Kultury i Wypoczynku w Chorzowie. Podczas festynu na straganach dostępne było piwo, kiełbasa, tradycyjny krupniok, wata cukrowa. Odbywały się występy artystyczne i kiermasze. Była to największa impreza tego typu w Polsce. Na mniejszą skalę organizowano w tym samym czasie i pod tą samą nazwą siostrzane festyny w Bielsku-Białej i w Częstochowie. Ostatni raz imprezę zorganizowano w roku 1990. 
Źródło
- Trybuna Śląska (Robotnicza) przestała istnieć po prawie 60 latach-Czerwona róża w parku na gazeta.pl, Katowice (autor: Bartosz T. Wieliński) [opublikowano: 2004-12-10]